# Новосёлковский сельский округ (Ступинский район)
Новосёлковский сельский округ — упразднённая административно-территориальная единица, существовавшая на территории Ступинского района Московской области в 1994—2006 годах.
Новосёлковский сельсовет был образован 17 июля 1939 года в составе Михневского района Московской области путём объединения Ивановского и Дворяниновского с/с.
14 июня 1954 года к Новосёлковскому с/с были присоединены Верзиловский и Киясовский сельсоветы.
26 июня 1954 года из Колединского с/с в Мещеринский были переданы селения Бессоново, Городня, Зевалово, Миняево и Фёдоровское.
7 декабря 1957 года Новосёлковский с/с был передан в административное подчинение городу Ступино.
25 сентября 1958 года из упразднённого Бортниковского с/с в Новосёлковский были переданы селения Возрождение, Песочня, Петрово и территория дома отдыха «Петрово».
3 июня 1959 года Новосёлковский с/с вошёл в новообразованный Ступинский район.
20 августа 1960 года к Новосёлковскому с/с было присоединено селение Алеево Ситне-Щелкановского с/с, но уже 30 сентября оно было возвращено обратно.
1 февраля 1963 года Ступинский район был упразднён и Новосёлковский с/с вошёл в Ступинский сельский район. 11 января 1965 года Новосёлковский с/с был возвращён в восстановленный Ступинский район.
5 августа 1968 года из Новосёлковского с/с в Староситненский было передано селение Песочня.
3 февраля 1994 года Новосёлковский с/с был преобразован в Новосёлковский сельский округ.
7 октября 2002 года в Новосёлковском с/о посёлок Дорожно-ремонтного пункта-2 был переименован в посёлок Дорожники.
В ходе муниципальной реформы 2004—2005 годов Новосёлковский сельский округ прекратил своё существование как муниципальная единица. При этом все его населённые пункты были переданы в городское поселение Жилёво.
29 ноября 2006 года Новосёлковский сельский округ исключён из учётных данных административно-территориальных и территориальных единиц Московской области.